# Bianca Turati
Bianca Turati (* 17. Juni 1997) ist eine ehemalige italienische Tennisspielerin.

## Karriere
Turati spielt hauptsächlich auf dem ITF Women’s Circuit. Dort gewann sie bislang fünf Einzel- und einen Doppeltitel.
Turati spielte ihr erstes Profiturnier im August 2013 in Locri, wo sie das Achtelfinale erreichte. Ein Jahr später, im August 2014 konnte sie bereits ihr erstes Turnier gewinnen, sie besiegte im Finale von Duino Aurisina die Kroatin Iva Primorac mit 1:6, 6:1 und 7:67. Mit ihrem Sieg in Santa Margherita di Pula im Mai 2015 wurde sie erstmals unter den Top-600 der Weltrangliste im Einzel geführt. Mit zwei weiteren Finalteilnahmen an gleicher Turnierstätte erreichte sie im Dezember 2015 mit Platz 462 erstmals eine Platzierung unter den Top-500 der Weltrangliste im Einzel.
Im Oktober 2019 gab es dann einen sister act in Texas, als sich die zwei Schwestern Anna und Bianca im Finale des Einzel gegenüber standen und auch im Finale des Doppels antraten. Bianca gewann das Finale gegen ihre Schwester und mit ihr zusammen auch den Titel im Doppel.
2022 hat sie ihre Karriere beendet.

## Turniersiege

### Einzel
| Nr. | Datum              | Turnier                  | Kategorie   | Belag     | Finalgegnerin            | Ergebnis       |
| --- | ------------------ | ------------------------ | ----------- | --------- | ------------------------ | -------------- |
| 1.  | 24. August 2014    | Duino Aurisina           | ITF $10.000 | Sand      | Iva Primorac             | 1:6, 6:1, 7:67 |
| 2.  | 10. Mai 2015       | Santa Margherita di Pula | ITF $10.000 | Sand      | Aliona Bolsova Zadoinov  | 2:6, 6:4, 7:5  |
| 3.  | 4. August 2018     | Biella                   | ITF $15.000 | Sand      | Nastassja Burnett        | 6:3, 6:4       |
| 4.  | 12. August 2018    | Sezze                    | ITF $15.000 | Sand      | Nastassja Burnett        | 6:2, 6:1       |
| 5.  | 30. September 2018 | Hilton Head Island       | ITF $15.000 | Sand      | Michaela Bayerlová       | 7:6, 6:2       |
| 6.  | 30. Juni 2019      | Tarvisio                 | ITF W15     | Sand      | Paula Cristina Gonçalves | 6:3, 6:1       |
| 7.  | 27. Oktober 2019   | Austin                   | ITF W15     | Hartplatz | Anna Turati              | 3:6, 6:3, 6:2  |
| 8.  | 10. November 2019  | Malibu                   | ITF W15     | Hartplatz | Katie Volynets           | 4:6, 6:4, 6:4  |

### Doppel
| Nr. | Datum              | Turnier                  | Kategorie   | Belag     | Partnerin          | Finalgegnerinnen                       | Ergebnis         |
| --- | ------------------ | ------------------------ | ----------- | --------- | ------------------ | -------------------------------------- | ---------------- |
| 1.  | 26. September 2015 | Santa Margherita di Pula | ITF $10.000 | Sand      | Ludmilla Samsonova | India Maggen Tess Sugnaux              | 6:4, 6:2         |
| 2.  | 26. Oktober 2019   | Austin                   | ITF W15     | Hartplatz | Anna Turati        | Melany Solange Krywoj Fernanda Labrana | 6:3, 1:6, [10:4] |

## Persönliches
Bianca Turatis Schwester Anna war ebenfalls eine professionelle Tennisspielerin.